# Against Sadomasochism
Against Sadomasochism: A Radical Feminist Analysis é uma antologia feminista radical de 1982 editada por Robin Ruth Linden, Darlene R. Pagano, Diana E. H. Russell e Susan Leigh Star. Os autores criticam o sadomasoquismo e o BDSM, com a maioria identificando o sadomasoquismo como enraizado na "ideologia sexual patriarcal".

## Resumo
A compilação inclui ensaios de uma variedade de feministas radicais, como Alice Walker, Robin Morgan, Kathleen Barry, Diana E. H. Russell, Susan Leigh Star, Ti-Grace Atkinson, John Stoltenberg, Sarah Lucia Hoagland, Darlene Pagano, Susan Griffin, Cheri Lesh e Judith Butler. Butler, creditada como "Judy Butler", critica Samois em seu ensaio "Lesbian S&M: The Politics of Dis-Illusion". Vários outros ensaios na antologia também o criticam. A antologia também inclui uma entrevista entre Audre Lorde e Susan Leigh Star. Os ensaios expressam oposição ao sadomasoquismo de vários pontos de vista diferentes. Três peças, uma carta de Alice Walker, a entrevista com Audre Lorde e uma conversa entre Karen Sims, Darlene Pagano e Rose Mason, criticam o movimento por ser insensível às experiências das mulheres negras, criticando particularmente as relações "mestre/escrava". Susan Leigh Star critica o uso de suásticas e outras imagens nazistas por alguns praticantes de BDSM como antissemitas e racistas. Os artigos de Marissa Jonel e Elizabeth Harris são relatos de experiências pessoais com sadomasoquismo, e Paula Tiklicorect e Melissa Bay Mathis usam sátira em seus artigos. O artigo de Susan Griffin, reproduzido de seu livro Pornography and Silence com uma introdução, critica Story of O, o livro que deu origem ao nome Samois. Griffin argumenta que Story of O mostra “como uma sociedade pornográfica volta o coração de uma mulher contra si mesma”.

## Recepção
Em uma resenha para a revista feminista lésbica Off Our Backs, Carol Anne Douglas recomendou fortemente o livro, elogiando seus argumentos como convincentes e chamando partes do livro de "comoventes". Charles Moser escreveu uma crítica negativa para o The Journal of Sex Research, admitindo que os ensaios são "bem escritos", mas mesmo assim chamando o livro de "enfurecedor". Moser compara os argumentos feministas contra o sadomasoquismo no livro aos argumentos religiosos contra a homossexualidade, dizendo que ambos causam culpa desnecessária.